# Un gioco da ragazzi e altre storie
Un gioco da ragazzi e altre storie (The Wonderful Story of Henry Sugar and Six More) è una raccolta di sette racconti scritti da Roald Dahl.
Il libro fu pubblicato nel 1977 da Jonathan Cape. Le storie sono state scritte in diversi momenti nel corso della sua vita, e si ritiene da molti che rappresentino alcuni dei suoi migliori racconti. Due delle storie sono autobiografiche, in una si descrive com'è divenuto scrittore, mentre nell'altra vengono descritte alcune delle esperienze di Dahl come un pilota di caccia nella Seconda guerra mondiale. Un altro pezzo della collezione è il racconto di saggistica di un contadino britannico che trova il leggendario bottino di un antico tesoro romano.

## I racconti
- Il ragazzo che parlava con gli animali (The Boy Who Talked with Animals)
- Il passaggio (The Hitch-hiker)
- Il tesoro di Mildenhall (The Mildenhall Treasure)
- Il cigno (The Swan)
- La meravigliosa storia di Henry Sugar (The Wonderful Story of Henry Sugar)
- Un colpo di fortuna (Lucky Break)
- Un gioco da ragazzi (A Piece of Cake)

## Edizioni
- Jonathan Cape, 1977, Gran Bretagna.
- Alfred Knopf, 1977, USA.